# Hählekopf
Hählekopf är en bergstopp i Österrike.   Den ligger i distriktet Bregenz och förbundslandet Vorarlberg, i den västra delen av landet, 500 km väster om huvudstaden Wien. Toppen på Hählekopf är 2 058 meter över havet, eller 198 meter över den omgivande terrängen. Bredden vid basen är 2,4 km.
Terrängen runt Hählekopf är bergig åt sydost, men åt nordväst är den kuperad. Närmaste större samhälle är Mittelberg, 6,8 km öster om Hählekopf. 
Trakten runt Hählekopf består i huvudsak av gräsmarker. Runt Hählekopf är det ganska tätbefolkat, med 52 invånare per kvadratkilometer.